# Crkva sv. Marije u Blizni Gornjoj
Crkva sv. Marije u selu Blizni Gornjoj, općina Marina, zaštićeno kulturno dobro.

## Opis dobra
Crkva sv. Marije u Blizni iz 9. stoljeća jednobrodna je građevina s polukružnom apsidom, građena od kamena i pokrivena kamenim pločama. Podignuta je na antičkom lokalitetu. Pred crkvom su ruševine westwerka s ostacima stubišta. Pripada tipu starohrvatskih crkava s oblim kontraforima i vezana je uz posjede župana Dridske županije kako se čita na fragmentu oltarne pregrade. Unutrašnjost je jednostavne neraščlanjene građe s drvenim krovištem i žbukanim zidovima na kojima se vide tragovi kasnogotičkih posvetnih križeva. Podijeljena je oltarnom pregradom koja je obnovljena. Ulomak s natpisom ANUS IV ukazuje na završetak imena župana koji ju je sagradio.

## Zaštita
Pod oznakom Z-5041 zavedena je kao nepokretno kulturno dobro - pojedinačno, pravna statusa zaštićena kulturnog dobra, klasificirano kao "sakralna graditeljska baština".